# Dance of the Coockoos
Dance of the Coockoos (tradotto in italiano: La danza del cucù) è un'antologia cinematografica del 1982 diretta da Alan Douglas. Il film comprende vari spezzoni di molte delle comiche e dei film più riusciti della coppia Stanlio e Ollio (Stan Laurel e Oliver Hardy) che inizia dal periodo del muto (1927 - 1929) all'avvento del sonoro (1930 - 1940).

## Trama

### Comiche mute

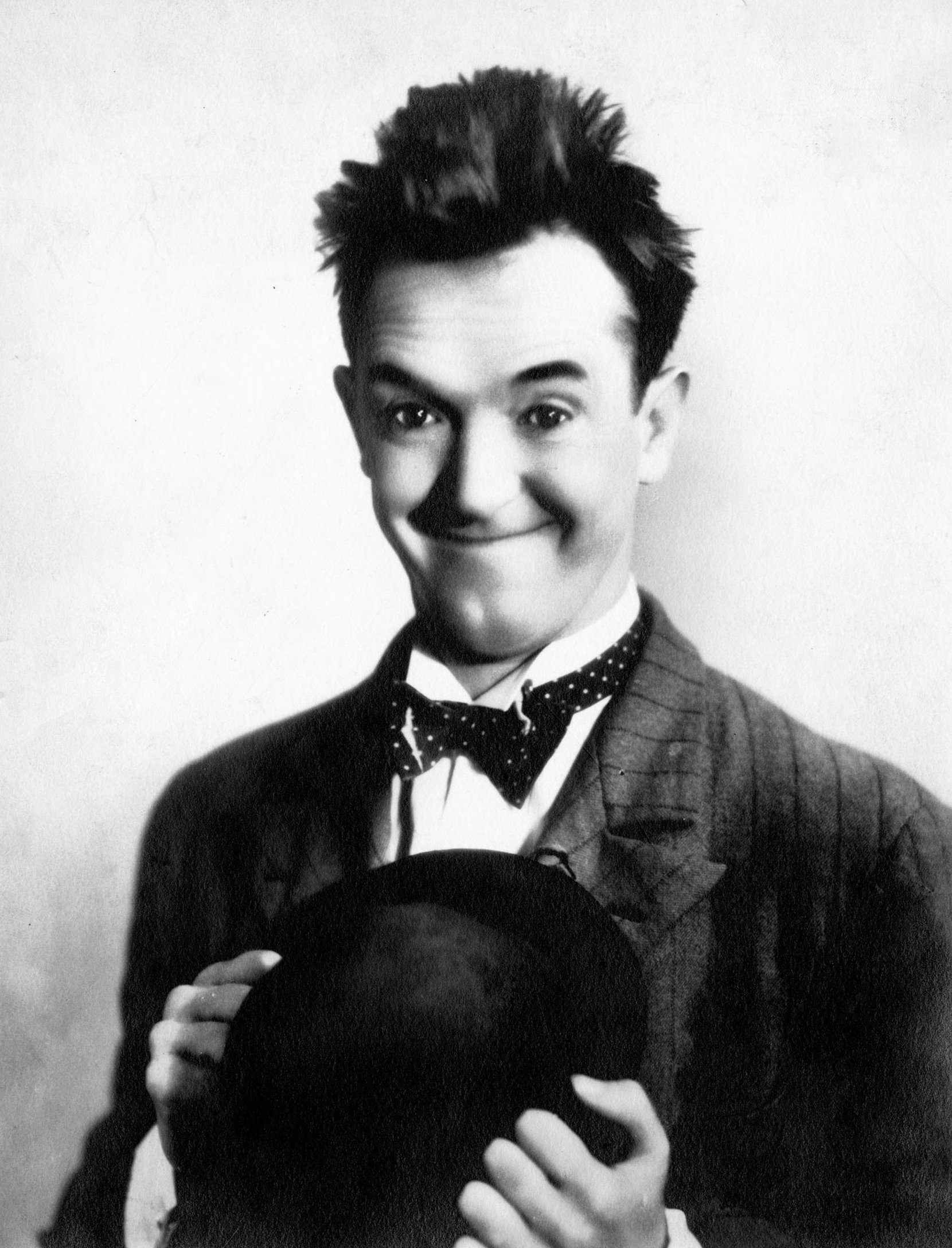
Stan Laurel: Stanlio

Stanlio e Ollio inizialmente vengono incarcerati per aver svaligiato un centro commerciale. In galera però i due non riescono a sopportare a lungo la condanna e decidono di evadere, costruendo un tunnel sotterraneo; peccato che riemergeranno nell'ufficio del loro direttore. Spediti a lavorare in cortile con le vanghe, i due pasticcioni approfittano dell'assenza dei poliziotti per travestirsi da imbianchini e dirigersi fuori dalla prigione, fingendo di pitturare tutto quello che trovano. Intanto dalla Francia stavano giungendo due noti ispettori carcerari per vedere la prigione dove poco prima erano evasi Stanlio e Ollio i quali, inseguiti da un poliziotto, aggrediscono i due uomini e li rubano le vesti, spacciandosi ora per due ricchi signori. Tuttavia vengono adocchiati dal direttore del loro carcere che li scambia per gli ispettori esterni, che non ha mai conosciuto, e li invita ad entrare a far visita.
Successivamente Laurel e Hardy decidono di entrare nel mondi della boxe e così Ollio allena Stanlio contro un possente avversario che presto lo mette K.O. Decisosi a creare una polizza assicurativa per l'amico Stanlio, il manager Hardy piazza strategicamente una buccia di banana sul marciapiede e poi invita Laurel a passarci sopra affinché si rompa un braccio; tuttavia il bersaglio verrà colto da un pasticciere. Questi credendo che sia stato Ollio a mettergli la buccia di banana sotto i piedi gli tira una torta in faccia e di conseguenza la vittima agguanta altre torte e cerca di colpire l'avversario. Ma i dolci finiscono addosso ad altra gente che daranno vita ad una furibonda battaglia di torte in viso. Cercando di dormire in un hotel, Stanlio e Ollio passano un'intera notte in bianco a causa del dente cariato di Laurel e ai goffi tentativi di Oliver di levarglielo.
Giunti dal dentista il giorno seguente, Stanlio è terrorizzato e non vi è verso di farlo ragionare, nemmeno con il gas esilarante. Quando il dentista sbaglia a curare cliente, ovvero Ollio, questi perde completamente la pazienza e fa aspirare all'amico un'intera bombola di gas esilarante, tuttavia Oliver si scorda di chiudere la bombola, aspirandolo suo malgrado. Quando Stanlio e Ollio riescono dall'ufficio sono in preda alle risate più sfrenate e diventano un serio pericolo quando si mettono alla guida della loro automobile, prima centrando in pieno un taxi e poi bloccando un intero traffico. Il poliziotto dirigente le tenta tutte per far collaborare i due, ma Stan e Oliver non fanno altro che peggiorare la situazione a causa delle risate e nel trambusto distruggeranno anche la facciata dell'automobile del conducente dietro di loro e stracceranno anche i calzoni del pubblico ufficiale che li scorta in carcere.
Ricatapultati indietro nella Preistoria, Stanlio e Ollio si ritrovano nelle vesti di due cavernicoli l'uno docile e mingherlino, l'altro grosso e cafone che cerca solo di catturare delle ragazze per farle sue. Accade ai due che, dopo inutili e affannose ricerche finite male di qualche donzella, si innamorano della stessa ragazza, figlia di uno stregone saggio ma instupidito dalla vecchiaia. L'uomo consiglia a Stanlio di sbarazzarsi di Ollio, dopo molte prove di forza finite male, imbrogliandolo con un trucco che alla fine si rivelerà salvifico grazie ad un ulteriore aiuto di una capra infuriata. Lavorando per costruire in poche ore la casa ad un signore per 500 dollari, Stanlio e Ollio creano dei guai uno dopo l'altro coinvolgendo nei loro strampalati piani un poliziotto bonaccione e un'isterica infermiera. Dopo varie trovate e rocambolesche cadute di Ollio con dei chiodi in bocca, la casa verrà finita ma appena un uccellino si posa sul comignolo l'abitazione inizia pian piano a sfaldarsi. Ci penserà Stan a distruggerla completamente levando per sbaglio un masso che fungeva da freno al camion della coppia.
Vendendo in piena estate alberi di Natale, Stanlio e Ollio non riescono a trovare neanche un cliente interessato alla loro merce, finché non giungono in casa di un tranquillo vicino. All'inizio l'uomo rifiuta cortesemente, ma poi a causa di Stanlio che fa impigliare in continuazione un ramo dell'albero tra la fessura della porta, il che implica il ripetuto suono del campanello, l'uomo inizia ad alterarsi. Infatti egli fa dei piccoli sgarbi ai due prima distruggendo l'orologio di Ollio e l'albero di Natale, poi iniziando a sfasciare la loro auto; così anche Stan e Oliver incominciano a vendicarsi dei torti sfondando finestre, porte e abbattendo le piante della casa. L'intervento di una guardia farà scoppiare i tre litiganti in un pianto dirotto che stabilirà una, ma breve, tregua.

### Comiche e film sonori
Ollio decide di invitare l'amico Stanlio a casa sua per fargli provare le bistecche e le noccioline che sua moglie sapeva cucinare così bene. Ma la donna, stufa dei capricci del marito, se ne va di casa indispettita. Allora Ollio decide di cucinare da sé per l'amico, non commettendo molti pasticci e facendo addirittura scoppiare l'intera cucina. Giunge allora la Signora Kennedy, moglie del Tenente Kennedy, la quale si offre di aiutare Ollio nel preparare il pranzo ma per sbaglio si brucia i vestiti. Ollio allora le dà gli abiti della moglie, mentre giunge il Signor Kennedy in cerca della moglie. Allora i due amici combinaguai nascondono la donna in un baule, che verrà ritenuto poi da Kennedy contenere una fanciulla di facili costumi. La resa dei conti sia per Stanlio e Ollio che per il Signor Kennedy quando la moglie uscirà dal baule e quando la Signora Hardy tornerà in casa per perdonare Ollio. Stabilito di partire per Santa Fe per partecipare ad un concerto, Laurel e Hardy prendono un treno per trasportare il loro violoncello, ma quando giunge il momento di trasferirsi in cuccetta avverrà il pandemonio. Anche perché i due scatenano involontariamente l'ira di un passeggero che adocchiando qualcuno, ritenendolo colpevole, gli straccia la giacca e questi si avventa successivamente contro ignoti scatenando una tremenda catena di "stracciacamicia".
Avendo una moglie assillante e proibitiva, Stanlio si mette d'accordo con Ollio per andare a festeggiare l'apertura di un night club, ma la donna è in agguato. Infatti Oliver consiglia a Stan di portare una bottiglia di whisky ma la moglie lo mesce di nascosto con vari ingredienti creando un orrendo miscuglio. Giunti al club, Stanlio e Ollio iniziano a divertirsi ma anche a combinare guai, disturbando i clienti dapprima piangendo a dirotto durante una triste canzone e poi sganasciandosi dalle risa a causa del miscuglio rivoltante. La moglie di Stanlio intanto si è recata al reparto d'armi a comperare un fucile per dare la "buonanotte" ai due compari. Di seguito Stanlio e Ollio si ritrovano nel periodo di Natale a mendicare per le strade innevate suonando l'uno un organetto e l'altro un contrabbasso. La fortuna pare che stia sorridendo ai due quando vedono i loro strumento distrutti da un carro mediante il ritrovo di un portafoglio pieno di quattrini. I due così decidono assieme a un poliziotto di andare a mangiare un boccone al ristorante ma Stanlio e Ollio scopriranno che qual portafogli sarà proprio quello che il poliziotto aveva perduto pochi attimi prima di incontrare i due.
Dopo tante avventure Ollio ridecide di sposarsi, ma questa donna è famosa per aver tradito molti uomini poco prima delle nozze e così fa anche con Hardy che ne rimane sconvolto dopo aver lett la terribile lettera. La presente è scritta dall'amata Jeanie Weenie che gli riferisce di non volerlo più sposare perché invaghitasi di un altro. Oliver deciso a dimenticare la donna trascina con sé Stanlio ad arruolarsi nella Legione Straniera in Arabia. Tuttavia i due pasticcioni non sanno affatto adatti alla vita militare e subito se ne accorgeranno sia loro stessi che il burbero generale. Soprattutto la cosa più grave che Stanlio e Ollio scopriranno è che gran parte dei soldati, compreso il generale, si è arruolata per dimenticare una donna particolare: proprio quella che Ollio stava per sposare. Tra missioni non riuscite e pasticci combinati in caserma, Stanlio e Ollio vengono incaricati di recarsi ad un fortino alleato di americani messo alle strette dagli attacchi ribelli dei Riff-Raff. Solo i due soldati giungono a tarda notte proprio quando il capo degli arabi attaccanti Abul Khasim K'Horne stava progettando l'assalto finale. Con grande sorpresa del generale alleato ferito Stanlio e Ollio grazie a dei chiodi versati a terra bloccheranno l'assalto arabo.
Stanlio e Ollio, vagabondi giramondo, arrivano in uno squallido albergo, il cui padrone vuole a tutti costi sposarsi con la donna delle pulizie che non ne ha la minima intenzione. Stanlio e Ollio, venuti a conoscenza della terribile notizia si rifiutano di fare da testimoni. Così scatta una furibonda e divertente lite, finché i due non scappano via, lasciando in albergo i bagagli e i soldi.
I due arrivano a un ristorante dove Ollio incontra un amico proprietario di una palestra; per avere un po' di soldi Ollio iscrive Stanlio alla gara di boxe che si terrà presso quella palestra. Prima dell'incontro, Stanlio scopre con orrore che la persona contro cui deve combattere è... il padrone dell'albergo in cui sono scappati! Grazie ad un guanto truccato sottratto all'avversario, Stanlio vince l'incontro; Ollio, che aveva scommesso contro Stanlio, perde tutti i soldi che aveva.
Ora i due amici lavorano presso una ditta spedizioni di pianoforti e strumenti musicali. Vengono mandati ad un'abitazione di un noto professore dato che era il suo compleanno e la moglie per fargli un regalo gli aveva comperato una pianola d'epoca. Stanlio e Ollio a bordo del loro calesse guidato da un cavallo dispettoso, scoprono che la casa si trova proprio in cima ad una lunghissima scalinata; ciò renderà molto difficile condurre a destinazione il pianoforte. I due, giunti lì verso tarda mattinata, riescono a salire in cima solo verso il tardo pomeriggio ma per loro sarà più difficile entrare in casa, trasportando mediante una finestra sopra la porta principale di casa la pianola, che aver trasportato l'oggetto in cima alla scalinata, dove oltretutto si sono scontrati con una guardia e con lo stesso destinatario della pianola.
Entrati in casa, Stanlio e Ollio prima di tutto la allagano e poi sfondano il lampadario, per poi subire infine le ire del proprietario il quale dichiara loro di odiare profondamente i pianoforti, distruggendo l'oggetto. Ollio, finito in ospedale a causa di una brutta caduta, riceve la visita di Stanlio che gli porta alcune uova sode e delle noci. Ollio le rifiuta e Stanlio inizia a mangiarsele da sé disturbandolo assai. Come sempre a causa dei pasticci e della scarsa intelligenza dell'amico, Ollio non starà tranquillo neanche in ospedale, dato che Stanlio ha rischiato di far precipitare dalla finestra il suo medico e per di più gli ha distrutto con le forbici i pantaloni per infilarglieli tramite il gesso della gamba. Congedato dal dottore, Ollio si avvia zoppicando con Stanlio verso l'auto ma i guai non sono ancora finiti perché Stanlio, essendosi seduto pochi minuti prima nella stanza dell'ospedale su una siringa con del sonnifero, si addormenta durante la via del ritorno, facendo sfrecciare l'auto ad una cieca corsa spaventosa che finirà con un pauroso incidente.
Stanlio e Ollio vengono mandati in carcere e la notizia si sparge su tutte le radio e i giornali del posto; ma per fortuna sono graziati dal Giudice Beaumont che li rilascia per aver passato in attesa di giudizio quei pochi mesi di condanna che avevano da scontare. Finiti in piena pioggia per strada, i due incontrano un ubriaco che ha perso le chiavi di casa e dell'auto nel tombino. Dopo essersi infradiciati e insozzati per bene assieme ad una guardia di polizia, i due pasticcioni amici si recano con l'uomo in una casa che è ritenuta dall'ubriaco essere la sua. Ma in realtà la casa non è la sua ma del giudice che aveva poco prima congedato Stanlio e Ollio. Entrati in casa, l'ubriaco viene cacciato dal domestico, ma Stan e Oliver già si sono messi in vestaglia e stanno gustando la bottiglia di vino portata dall'ubriaco. Quando la moglie del giudice li vede sviene immediatamente e verrà rianimata col vino. Immediatamente l'effetto dell'alcool provoca nella donna un forte stordimento ma di seguito una forte eccitazione e risate che coinvolgono sa Stanlio che Ollio sebbene non siano sbronzi. Ma per loro la festa non dura molto giacché il giudice rincasa e scorge tutti e tre gli ubriaconi a sganasciarsi dalle risate; Stanlio e Ollio cercano di scappare ma vengono raggiunti e pestati a sangue.
Sono i primi anni della Grande guerra e i due vengono richiamati alle armi, combinando sempre guai. Infatti prima di tutto Stanlio e Ollio vengono espulsi dall'addestramento, poi divenuti per breve tempo netturbini portano della spazzatura in casa di un burbero colonnello ed infine vengono finalmente mandati in trincea. Assieme a loro c'è anche l'amico caro Bill Smith che non se la sta passando affatto bene: La moglie lo ha lasciato e la figlia di soli dieci anni non è stata affidata ai nonni paterni ma a estranei. Prima di morire, Bill farà giurare a Stanlio e Ollio che riporteranno la piccola a suo nonno. Rimpatriati i due si mettono alla ricerca di un uomo che faccia "Smith" di cognome, ma nella città enorme in cui si trovano è come cercare un ago in un pagliaio. Dopo aver rischiato di essere anche arrestati durante le loro peregrinazioni, Stanlio e Ollio si salveranno grazie all'intervento di un bravo bancario che si rivelerà essere il nonno della bambina.
Ollio trova un buon lavoro comodo che gli garantisce uno stipendio godibile. Inoltre sia lui che l'amico Stanlio si sposano rispettivamente con le loro sorelle: perfette gocce d'acqua dei due. Avviene il giorno del primo anniversario di matrimonio e Ollio con Stanlio si reca in casa per una cenetta intima con le mogli. Tuttavia sia Funny, moglie di Stanlio che la consorte di Ollio si riveleranno essere l'esatta copia dei caratteri dei due protagonisti: la prima scorbutica e impacciata e l'altra completamente inetta e combinaguai. Mentre Stanlio è mandato a compare un gelato, che non riesce ad acquistare perché spende tutti i nichelini per un telefono pubblico, cominciano le prime liti di Funny e della moglie di Stanlio che degenereranno in una rissa quando il marito rientra in casa dalla gelateria. Ollio e sua moglie decisi ad andarsene una volta per tutte, danno il benservito a Funny e a Stanlio gettando il faccia a lei la torta ordinata per dessert.
Stanlio e Ollio sono due falegnami alla prese con un collega scorbutico e con il loro capo al quale creano non pochi problemi. Come se non bastasse i due si mettono a litigare durante il lavoro: Stanlio rinchiude le mani di Ollio dentro una finestra e po gli incolla un pennello al mento. Cercando di toglierglielo, Stanlio finisce con Ollio in un cunicolo che li fa precipitare sopra il loro padrone che infuriato li insegue, decido a farli fuori. Stanlio e Ollio fuggono via con la loro auto, ma la segano in due passando attraverso un nastro trasportatore. Non avendo di che mangiare, Stan e Oliver s'improvvisano spazzacamini e giungono in casa di un noto e alquanto strambo scienziato intento a progettare l'invenzione del siero dell'eterna giovinezza. Come sempre i due vagabondi combineranno ogni guaio immaginabile finendo per bucare con la canna il pianoforte del salone e distruggendo l'intera parte superiore del camino, facendo montare su tutte le furie il domestico inglese. Chiamati dal professore che aveva finalmente trovato la tecnica della pozione, Stanlio e Ollio, approfittando di una breve assenza dell'uomo, decidono di fare un piccolo esperimento col siero immergendo un grosso pesce nella vasca per farlo diventare più piccolo. Tuttavia Ollio sbaglia il numero delle gocce da contare e per di più Stanlio sbadatamente spinge dentro l'amico nella vasca con tutto il bicchiere del siero.
Stanlio e Ollio fanno parte di un'associazione denominata "Figli del Deserto" e parteciperanno ad un congresso annuale che si terrà a Chicago, tuttavia il problema è dirlo alle mogli. Stanlio è assai preoccupato per ciò, ma Ollio lo rassicura dicendogli di essere conciso e ferreo nelle sue decisioni; purtroppo sarà il primo a incombere nelle ire della consorte che gli proibisce il viaggio. Allora Hardy si finge malato e con la complicità di Stan e di un veterinario si fa prescrivere un viaggio ad Honolulu. La moglie di Ollio accetta ma proprio poco tempo dopo, proprio il giorno in cui Stanlio e Ollio se la stavano spassando alla festa del congresso coi membri dell'associazione, il piroscafo diretto ad Honolulu cola a picco per un uragano. Le mogli sono preoccupatissime all'inizio, ma poi incominciano a sospettare dei due mariti, specialmente quando vengono condotti in casa da un poliziotto. Ollio si inventerà mille bugie, mentre Stan romperà in singhiozzi rivelando la verità.
Un burbero capitano cerca di assumere dei mozzi per la sua nave, ritenuta da tutti stregata. Quelle del popolo sono solo credenze sciocche e senza senso, ma il capitano irremovibile costringe gran parte della gente di una locanda e gli stessi Stanlio e Ollio a salire sulla nave a salpare. Sul vascello vi è anche un ubriaco che per sbaglio, creduto morto dalla coppia la quale pensa di averlo freddato con un colpo di pistola, viene gettato dai due in mare dopo che questi è caduto in un pozzo di vernice bianca. Risalito l'ubriaco sulla nave, tutto l'equipaggio crede che egli sia un fantasma e scappa, tuttavia il burbero capitano non crede alle dichiarazioni di Stanlio e Ollio, girando loro la testa a 180°.
Non sapendo i due che possiedono due gemelli di nome Alfie Laurel e Bert Hardy, Stanlio e Ollio finiranno in molti guai e scambi di persone, guadagnandosi l'ira delle due mogli. Infatti i due gemelli sono assolutamente pestiferi e non badano a nessuna regola, sebbene siano pasticcioni e inetti quanto i due cugini Stanlio e Ollio i quali per colpa loro verranno presi di mira anche dalla mafia fino al riconoscimento finale. Stanlio e Ollio sono due sventurati che vagano a piedi insieme ad un mulo verso un villaggio nel selvaggio West. Il loro compito è trovare Mary Roberts, una figlia ereditaria alla quale il padre ha lasciato l'atto di proprietà della più grande miniera d'oro del mondo e la coppia ha il compito di consegnarglielo di prima persona.
Arrivati al villaggio Broshwood Gulch, entrano in un saloon e chiedono informazioni su Mary Roberts, non dopo aver improvvisato un divertentissimo balletto stile country! Il proprietario del locale (Finlayson) si spaccia per il tutore e chiede alla moglie di spacciarsi per Mary Roberts nel tentativo di rubare l'atto di proprietà. I due, dato che non hanno mai visto la ragazza in vita loro, si fidano del padrone del locale ma successivamente si rendono conto di aver dato l'atto di proprietà alla persona sbagliata e cercano immediatamente di riprenderselo ma inizialmente senza successo.
Dopo altre disavventure tornano la notte stessa per ritentare di recuperare definitivamente il prezioso documento, e alla fine riescono a consegnare l'atto alla vera Mary Roberts, riportandola nel finale al suo paese d'origine.
Stan e Oliver cercano lavoro rispettivamente come cameriera e maggiordomo, ma dato che il posto si rivela inefficiente per la loro sbadataggine, vengono mandati a pulire le strade. Qui i due si rendono conto di non aver mai avuto una buona istruzione e, dopo aver sventato maldestramente una rapina, si fanno pagare gli studi presso una prestigiosa università di Oxford. Lì però Stanlio e Ollio subiranno i dispetti dei compagni e i severi rimproveri del rettore, finché Stan non subisce un tremendo colpo accidentale alla nuca. Diventa così un'altra persona, diversissima dell'inetto Stanlio che era stato fino a quel momento: Lord Paddington, professore colto e severo.
Infine Laurel e Hardy, sotto prescrizione medica, si mettono su un battello di un molo dato che Ollio, lavorante assieme a Stanlio in una fabbrica di corni ha un terribile esaurimento nervoso. Inoltre il dottor Finlayson consiglia a Oliver di bere molto latte di capra e così i due si trovano costretti a dormire con un animale dentro la stiva. Come se non bastasse quella notte un bandito fugge dalla prigione e si rifugia proprio nella loro imbarcazione.

## Le comiche e i lungometraggi presenti nel film
Nota: l'elenco è proposto rispettando l'uscita annuale di ciascuna pellicola di Laurel e Hardy.
- I due galeotti (1927)
- La battaglia del secolo (1927)
- Mal di denti (1928)
- Elefanti che volano (1928)
- Il tocco finale (1928)
- Grandi affari (1929)
- Non abituati come siamo (1929)
- Concerto per violoncello (1929)
- La sbornia (1930)
- Sotto zero (1930)
- Allegri legionari (1931)
- Pugno di ferro (1932)
- La scatola musicale (1932)
- Ospedale di contea (1932)
- Ospiti inattesi (1932)
- Il compagno B (1932)
- Anniversario di nozze (1933)
- Lavori in corso (1933)
- Sporco lavoro (1933)
- I figli del deserto (1933)
- Il fantasma stregato (1934)
- Allegri gemelli (1936)
- I fanciulli del West (1937)
- Noi siamo le colonne (1940)
- C'era una volta un piccolo naviglio (1940)